# ソートレル
ソートレル（Sauterelle）とは爆弾を投射するためのクロスボウである。フランス語でバッタを意味するこの兵器は、第一次世界大戦中の西部戦線にて、フランス陸軍とイギリス陸軍により使用された。制式名称はArbalète sauterelle type A（Aタイプ・バッタ型クロスボウ）。この兵器は高い軌道を描いて敵の塹壕内へと手榴弾を投げ込むよう設計されていた。当初この兵器はフランス陸軍から見離されたが、アンリ・マティアス・ベルトロ将軍はこれに実用価値があると考えた。これはリーチ・トレンチ・カタパルトより軽量で携行しやすかったが、投射力は弱かった。この兵器の重量は24kgで、F1手榴弾やミルズ型手榴弾を約110mから140mほど投射できた。
イギリス陸軍のソートレルはそれまでのリーチ・トレンチ・カタパルトに替って使われるようになったが、それも1916年までには2インチ中迫撃砲やストークス・モーターに換わった。